# Terziet
Terziet (Limburgs: Terziet) is een buurtschap ten zuiden van Epen in de gemeente Gulpen-Wittem in de Nederlandse provincie Limburg. De buurtschap ligt in het dal van de Terzieterbeek (of Sielerbeek) tussen Plaat en de grens met België. In de 14e eeuw werd de buurtschap aangeduid als Rosit of Rosyt. De naam is waarschijnlijk afgeleid van het woord ‘rausa’, wat ‘riet’ betekent.
In Terziet staan verschillende vakwerkboerderijen en –huizen. Op de splitsing met de Helweg staat een Mariakapel. Bij Terziet liggen de natuurgebieden Onderste Bos en Bovenste Bos. Terziet vormt samen met Kuttingen een beschermd dorpsgezicht.
Bij Terziet ligt de Groeve Bovenste Bosch, een geologisch monument in het Bovenste Bosch. Ten noordoosten van Terziet ligt het Geologisch monument Terziet.
Door de buurtschap stroomt de Terzieterbeek, een zijrivier van de Geul. In Terziet monden verschillende zijbeken in de Terzieterbeek uit, waaronder de Helbergbeek, Bredebron en de Fröschebron.

## Zie ook

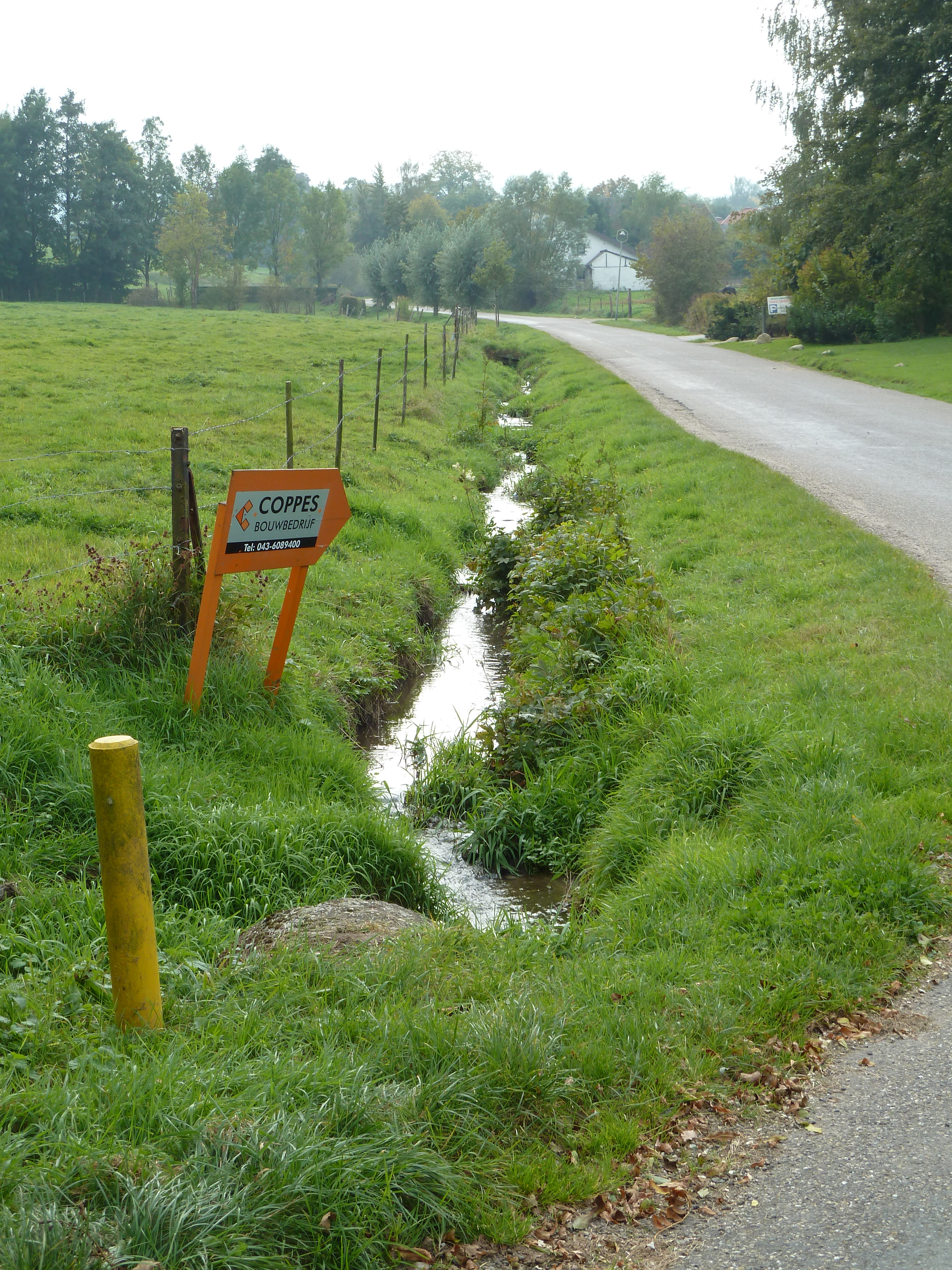
De Terzieterbeek in de buurtschap stroomopwaarts
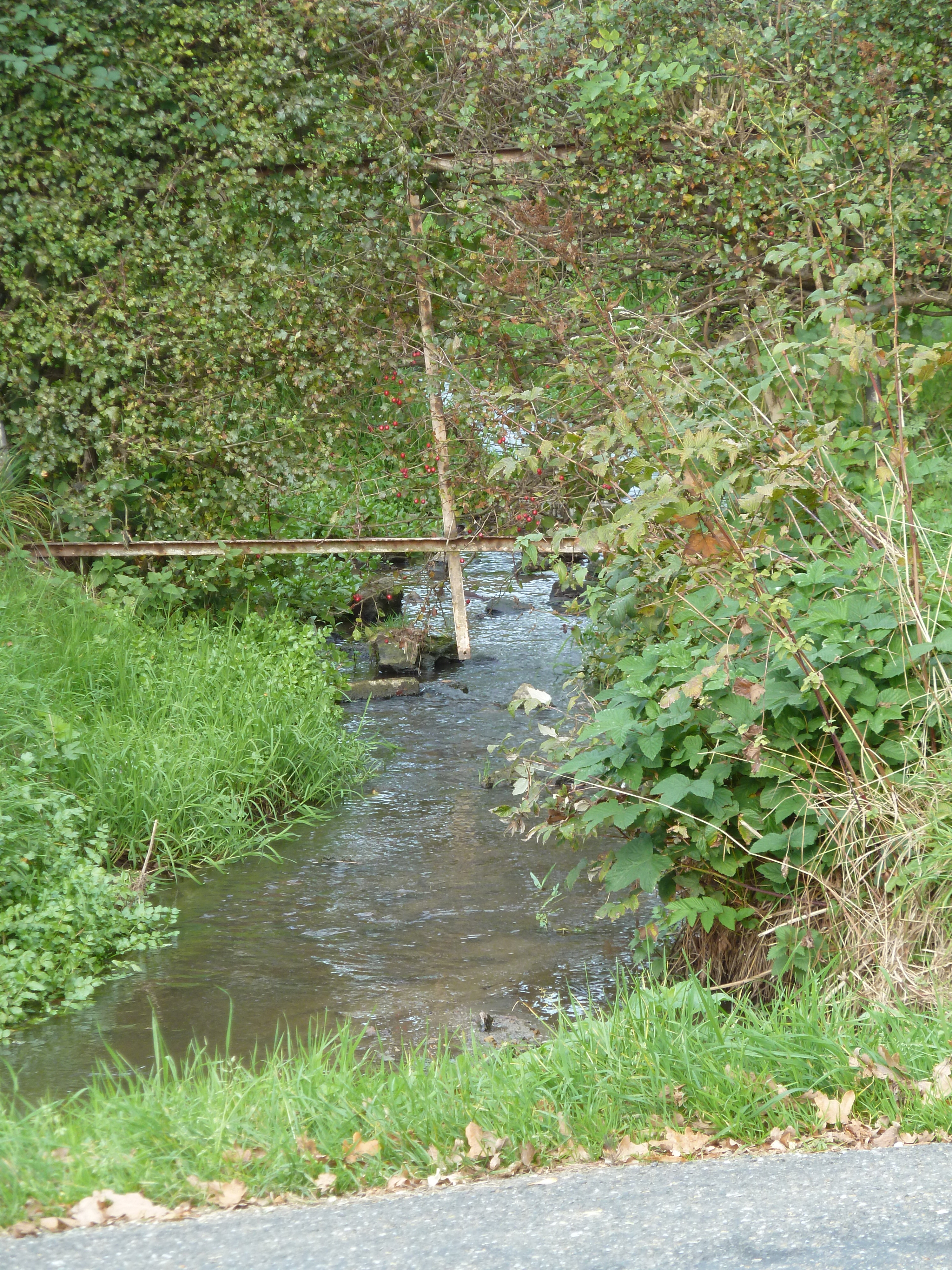
De Terzieterbeek in de buurtschap stroomafwaarts
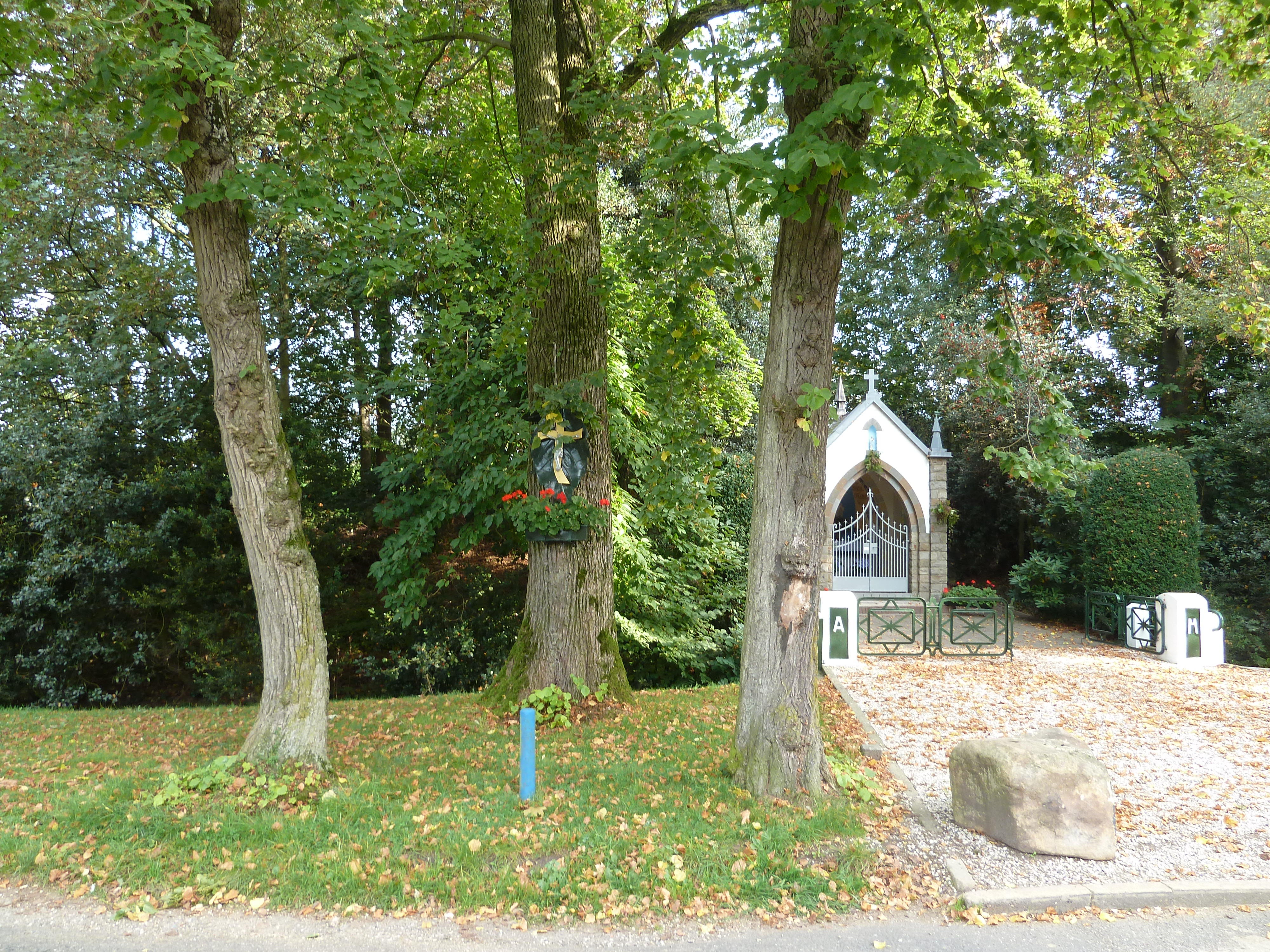
Mariakapel en wegkruis
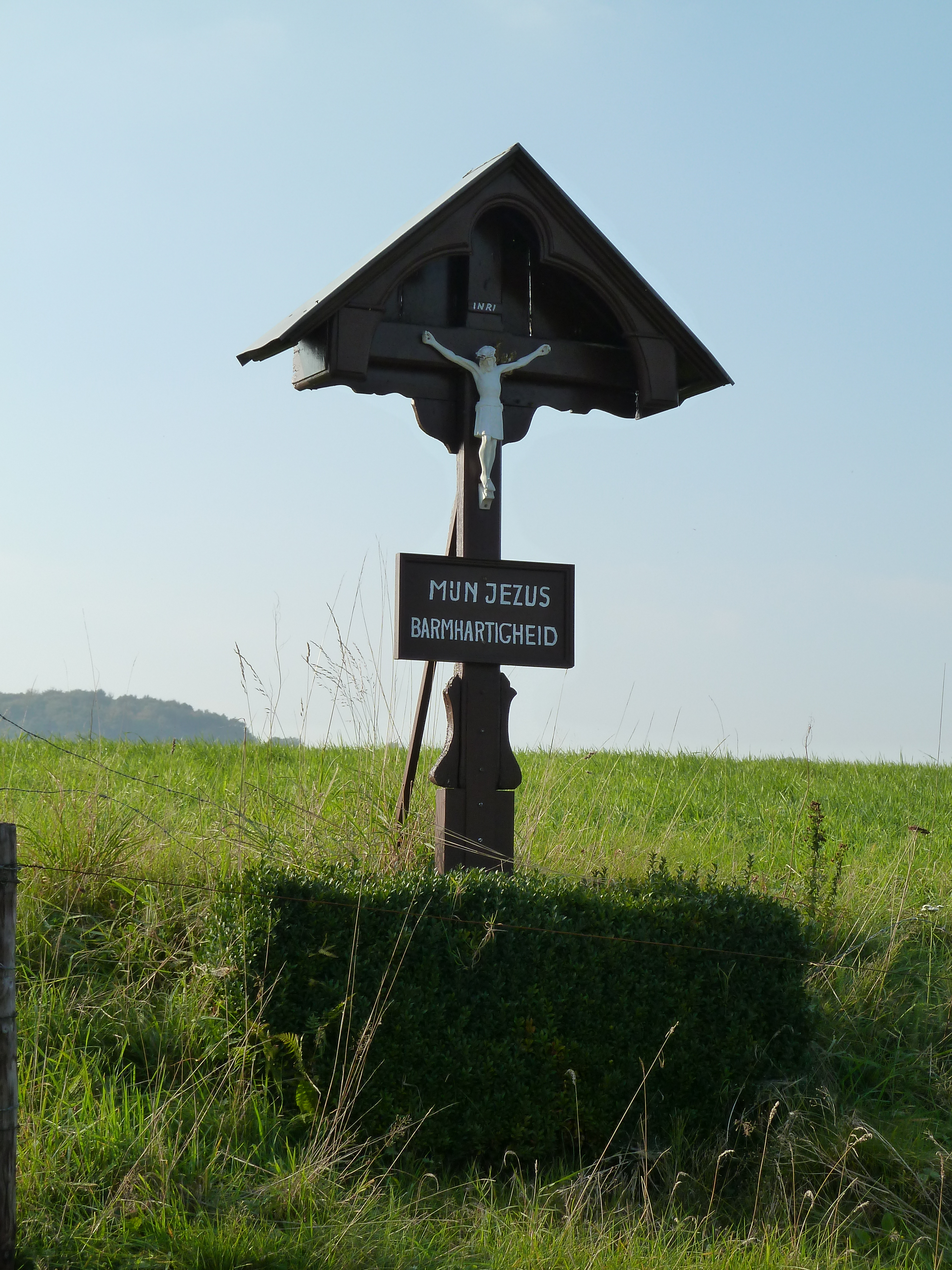
Wegkruis Diependalsweg-Terzieterweg

## Vakwerkgebouwen in Terziet
In Terziet staan verschillende vakwerkboerderijen en -huizen die tevens rijksmonument zijn.

De vakwerkgebouwen van Terziet
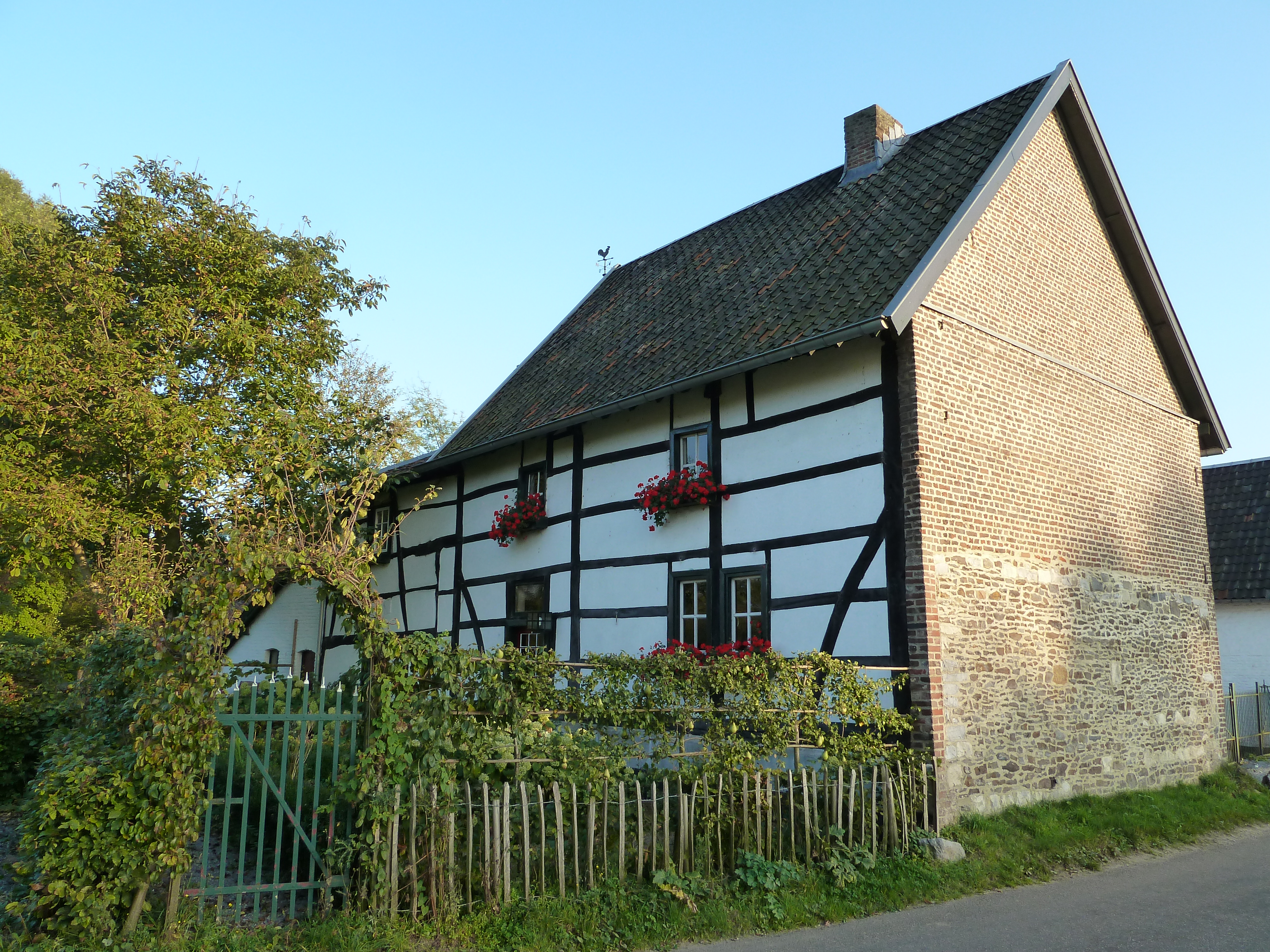
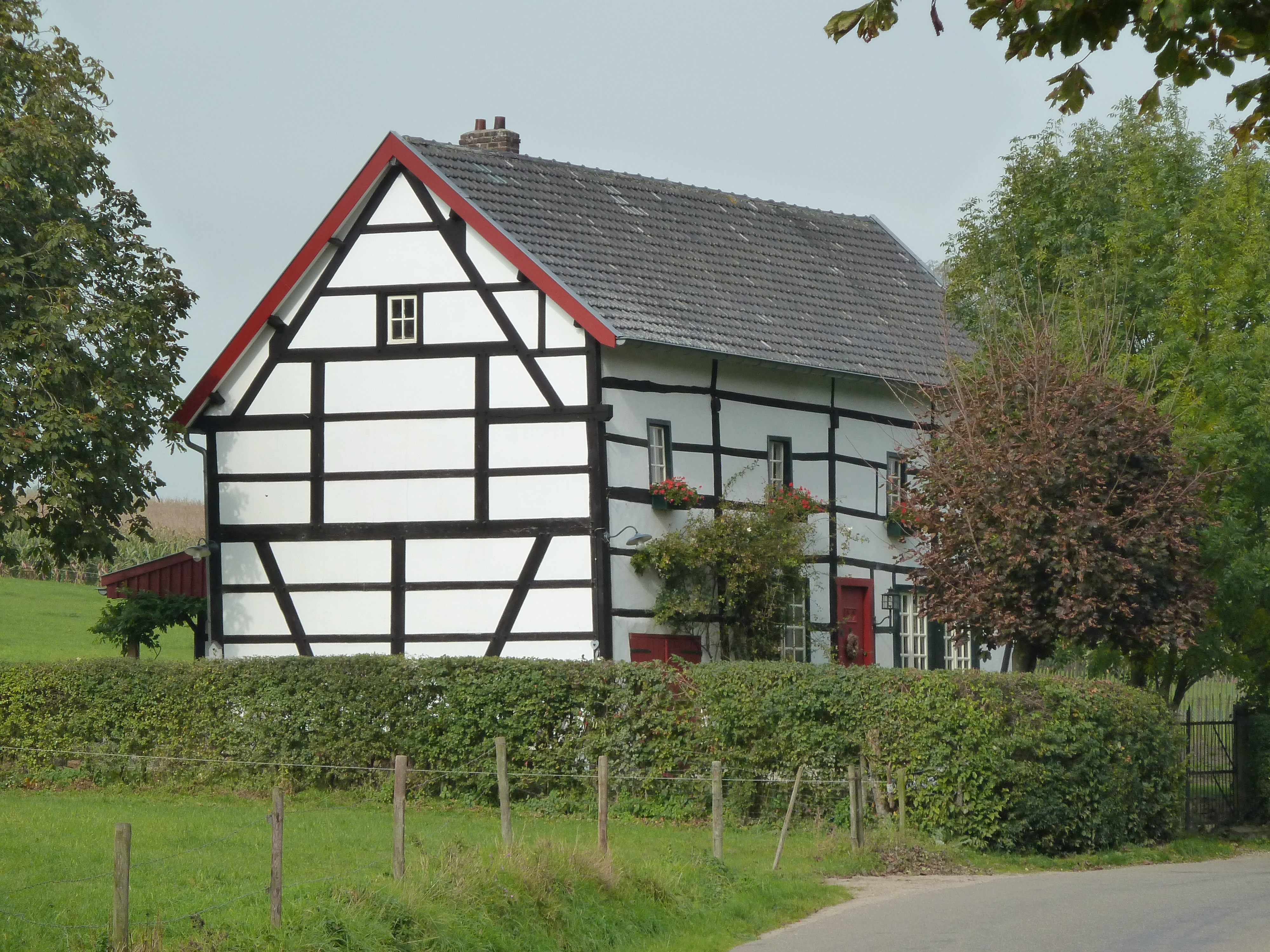
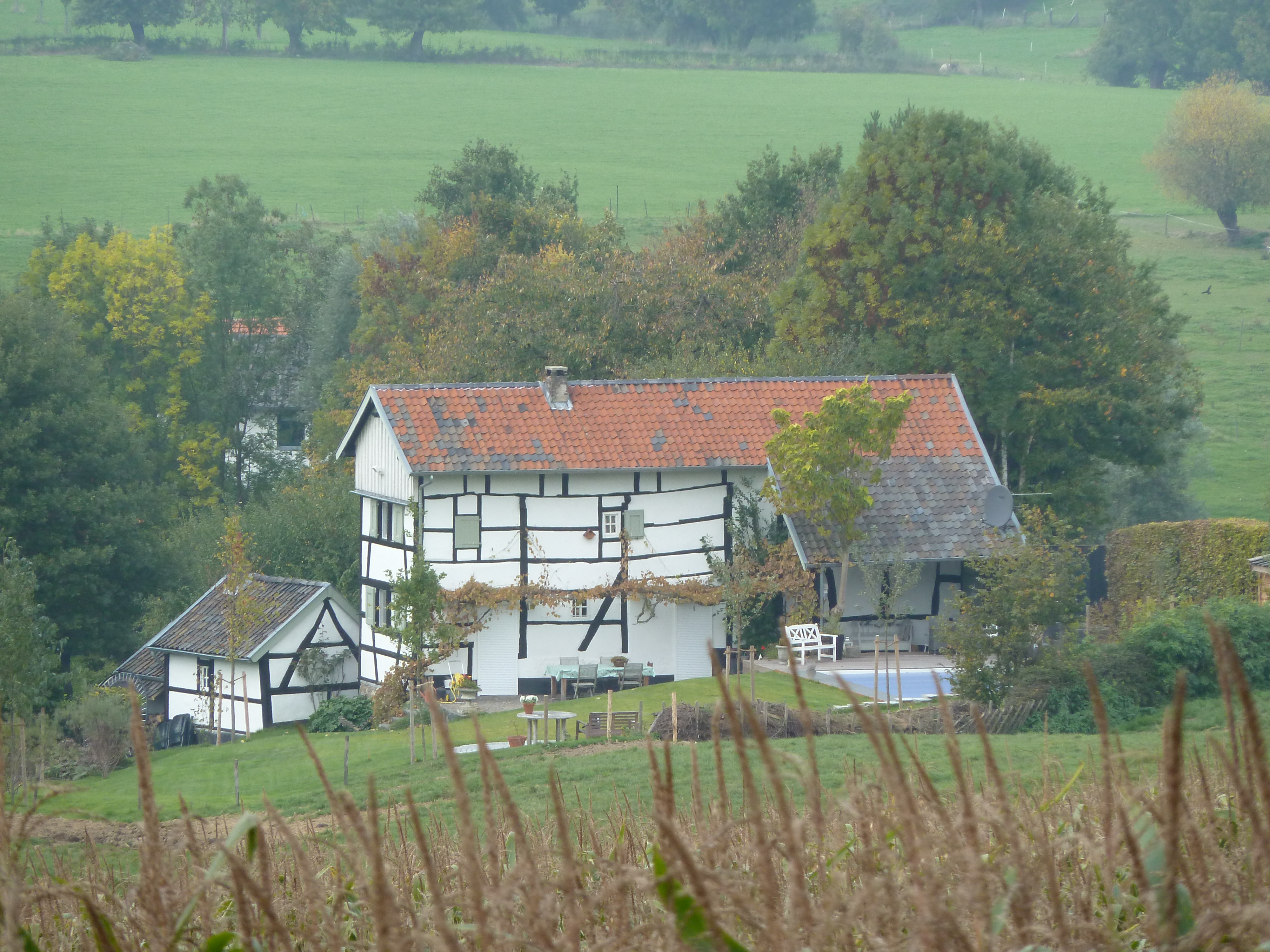
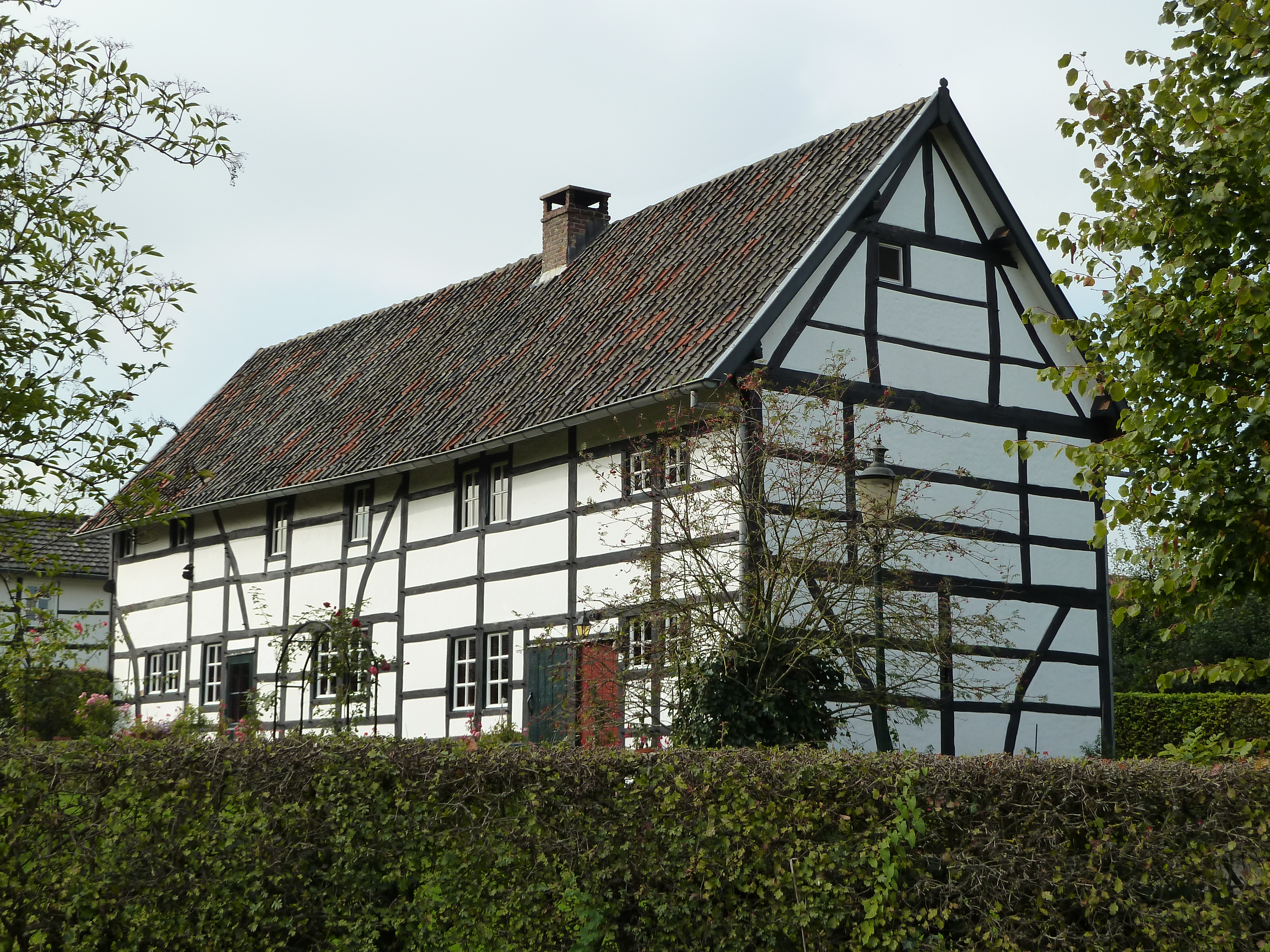
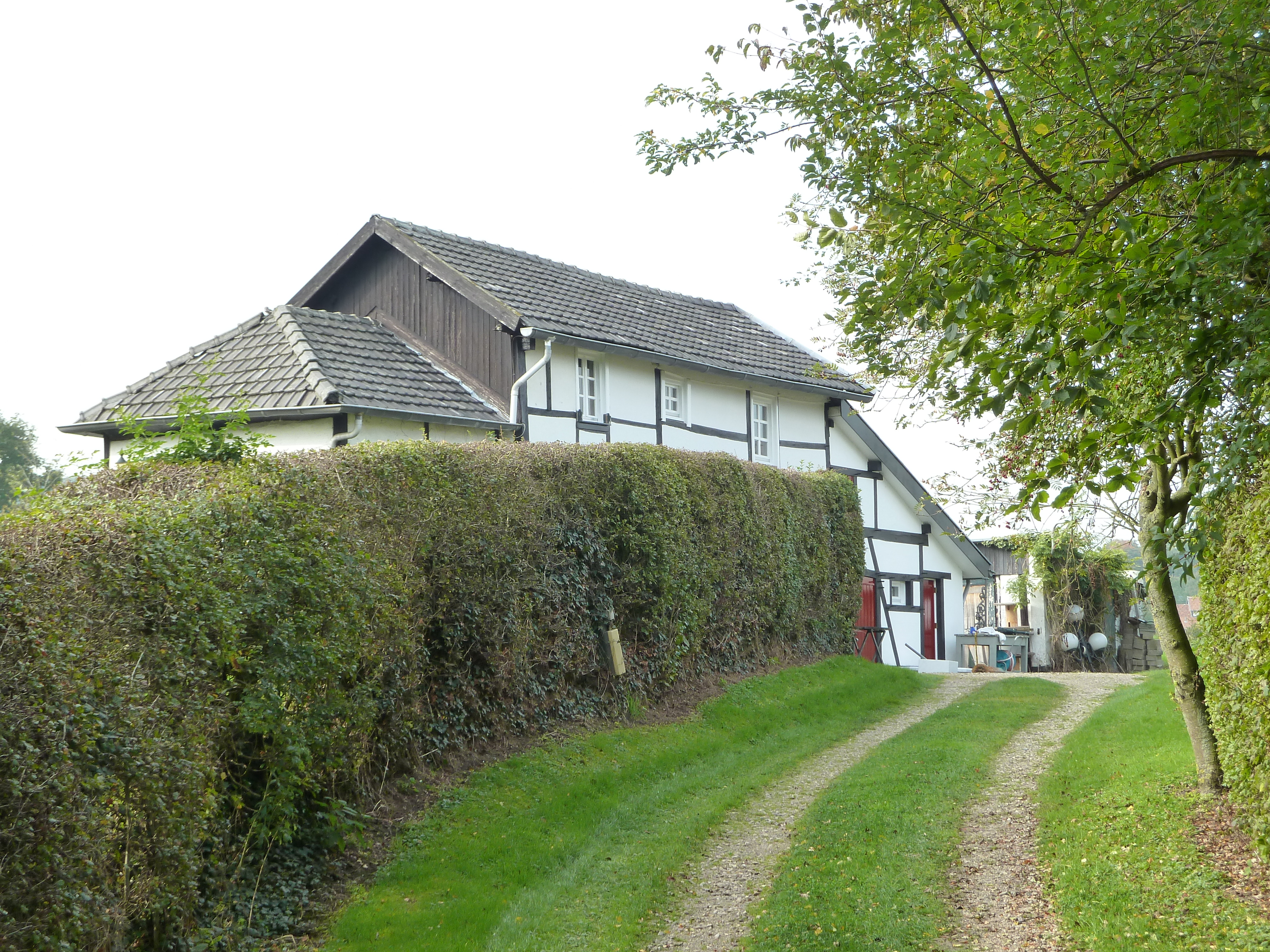
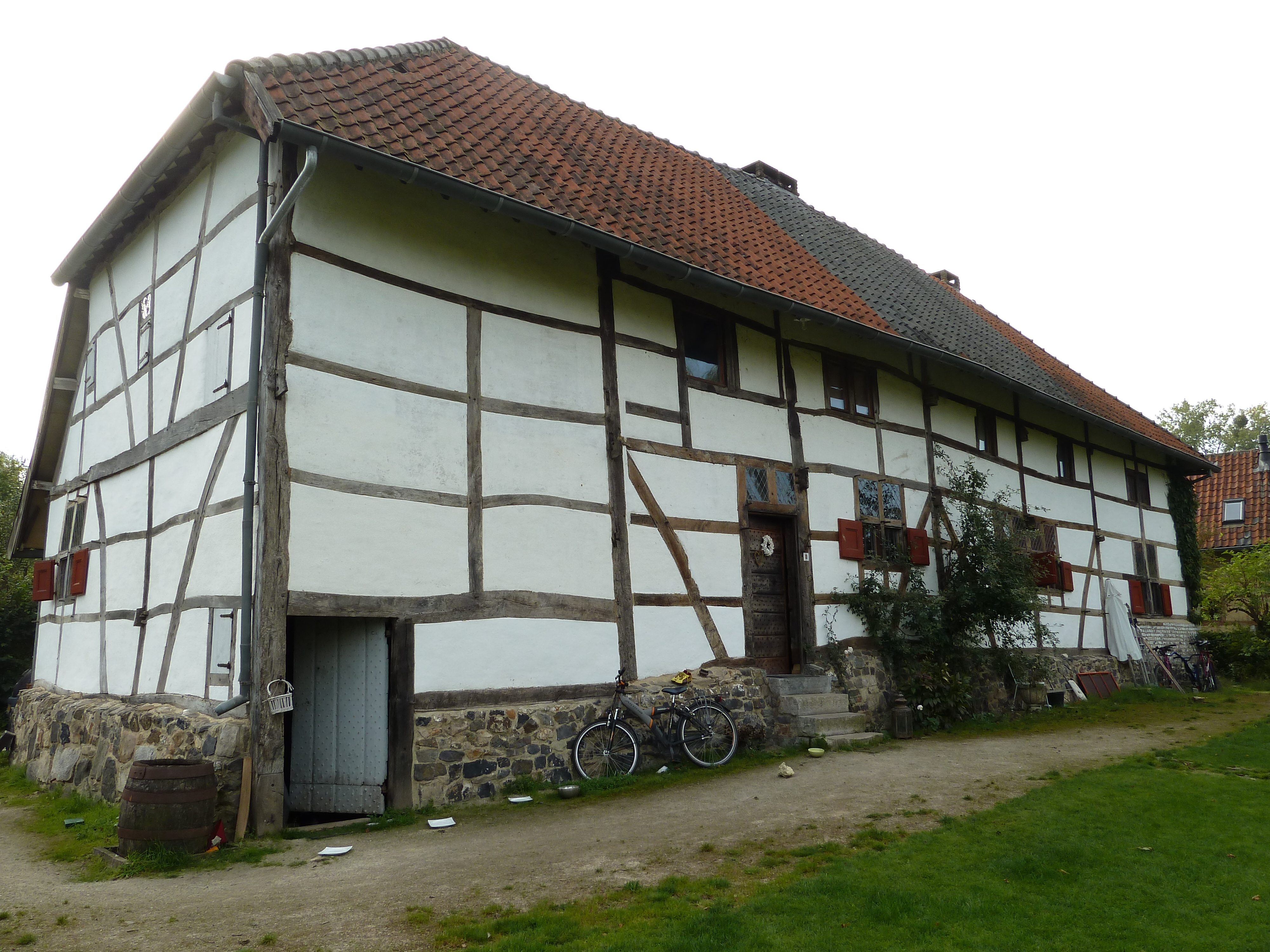
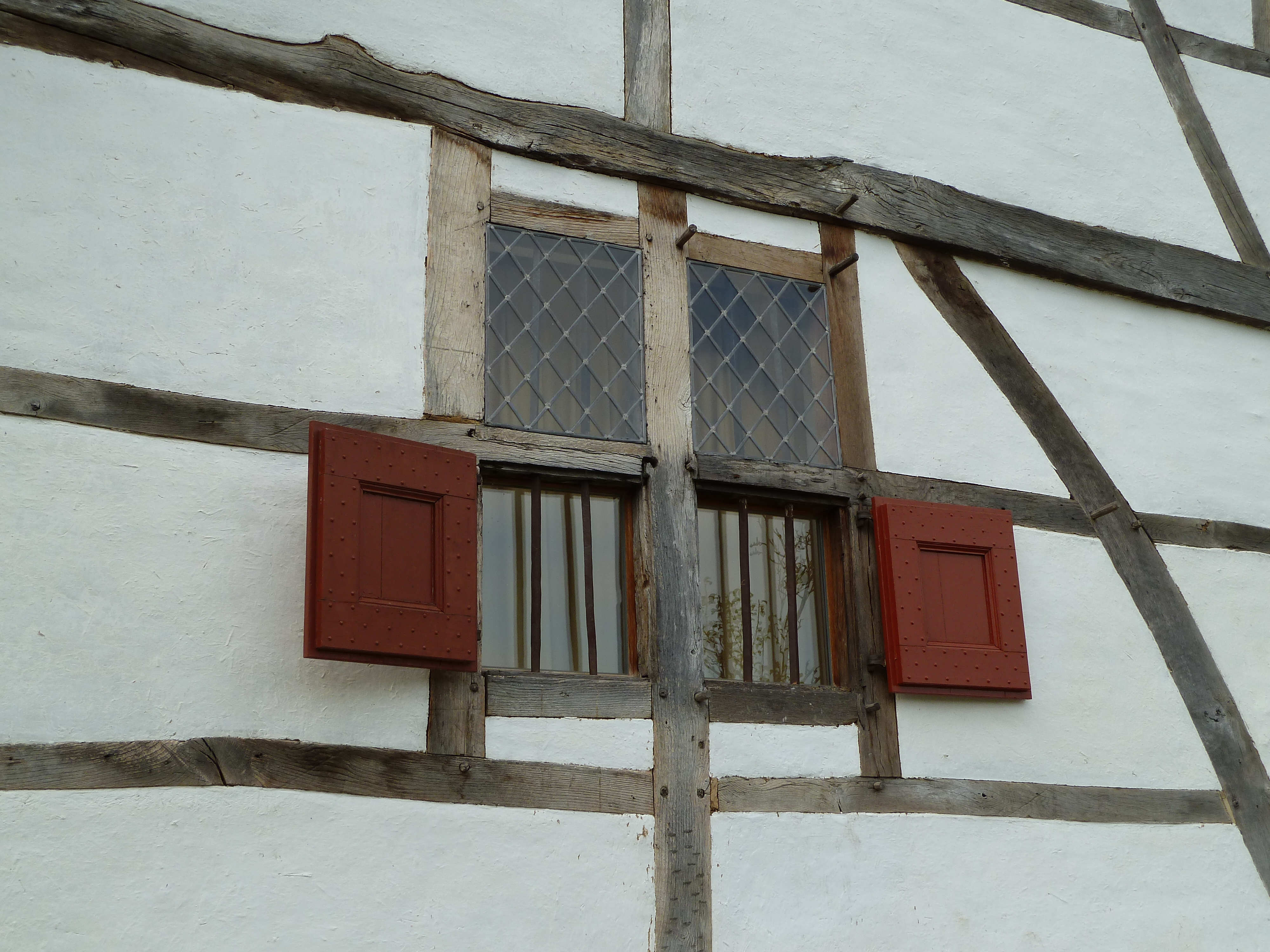
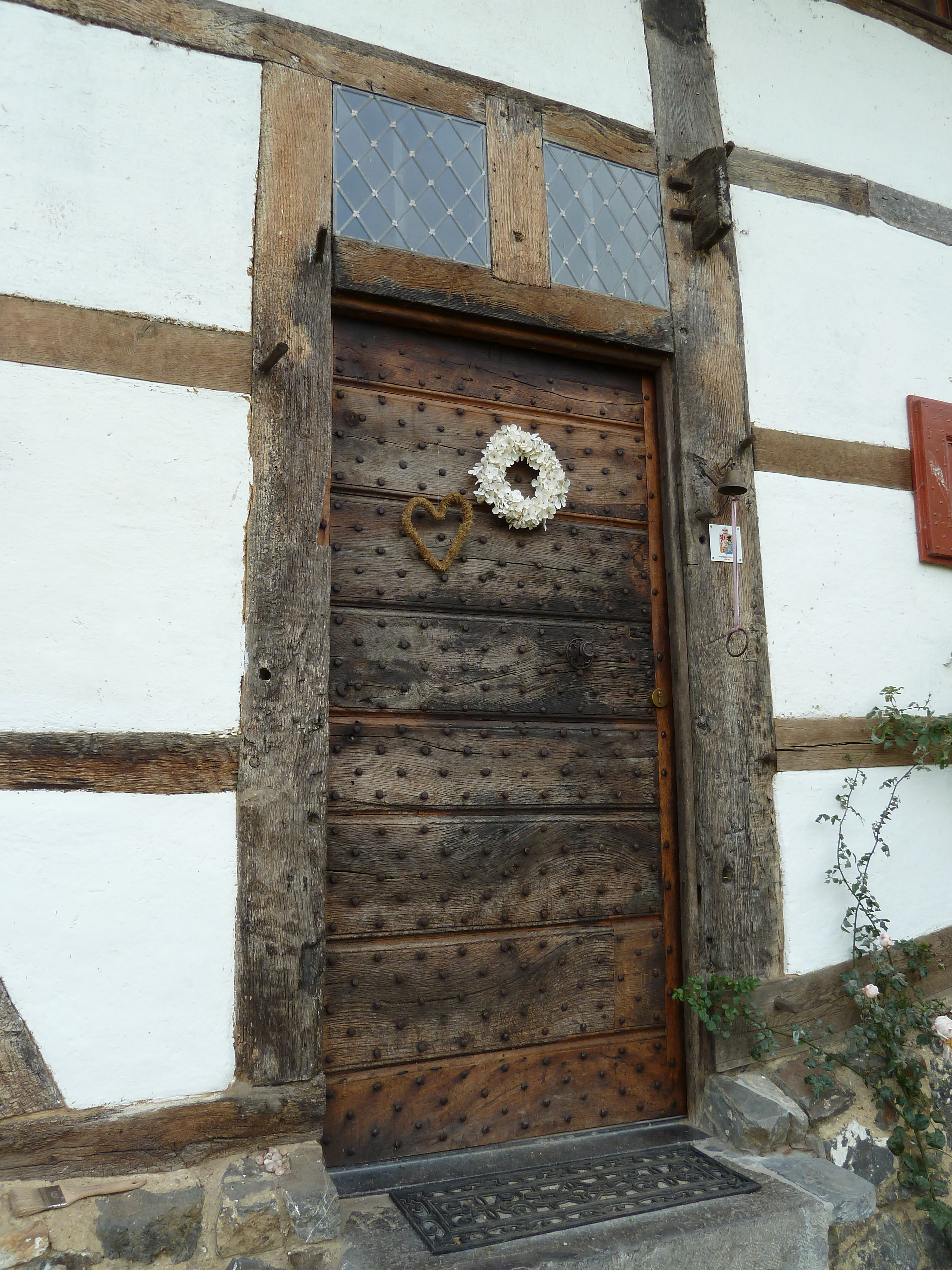
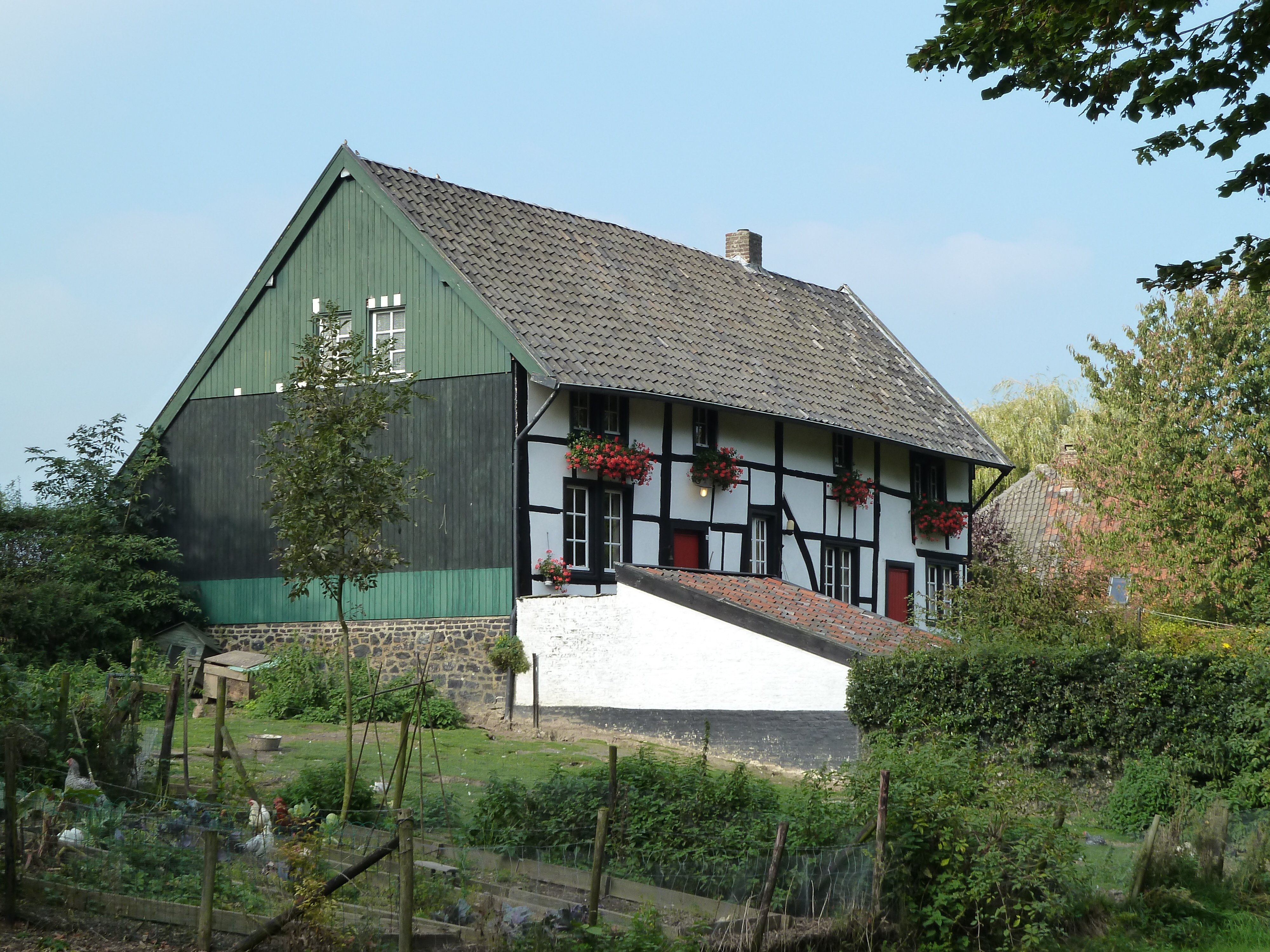
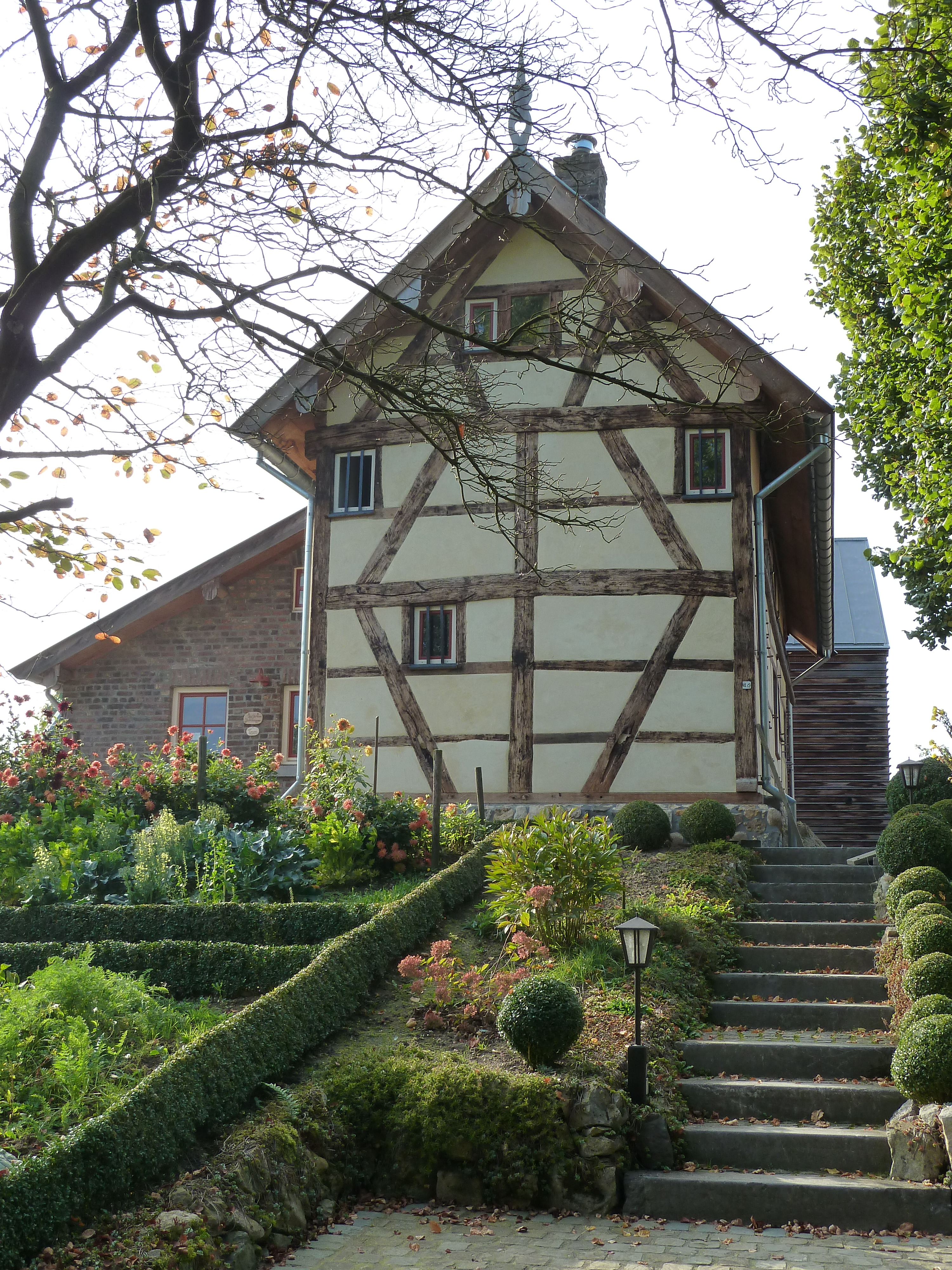
Vakwerk met makelaar
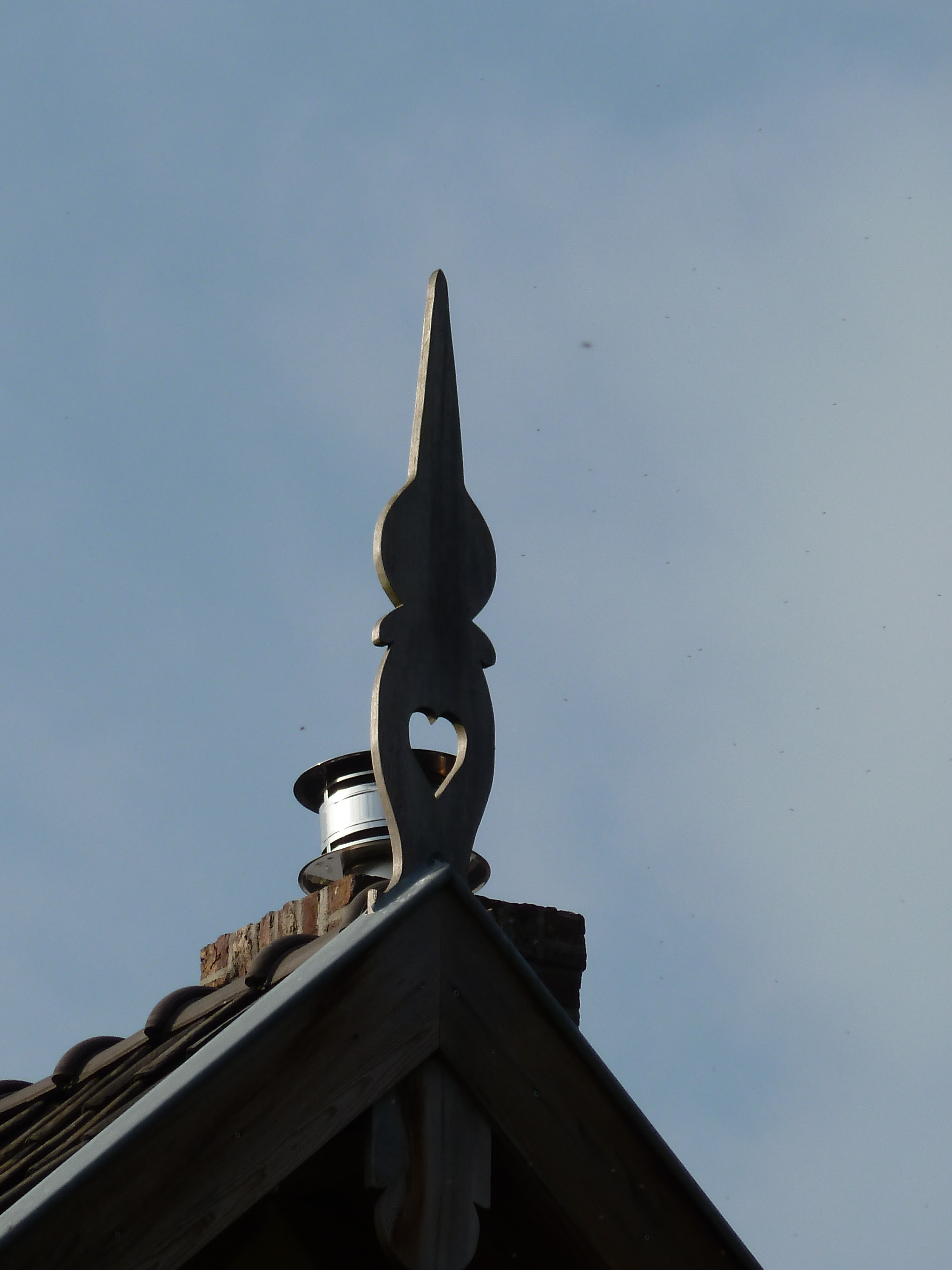
De makelaar...
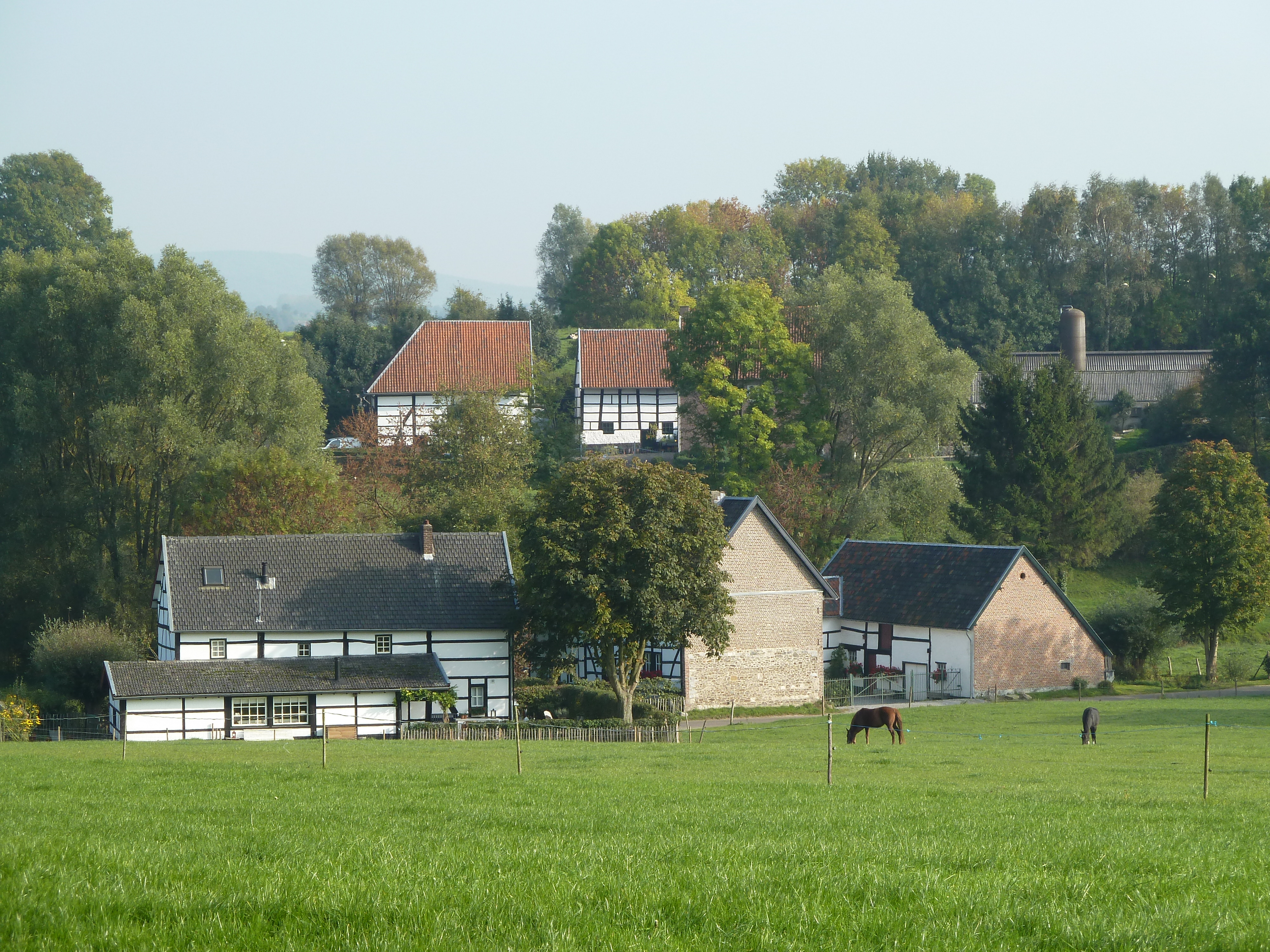